# Centro diurno per disabili
Il Centro diurno disabili è un servizio sociosanitario, a carattere semiresidenziale, che accoglie, nelle ore diurne, soggetti disabili con un'età compresa tra i 18 e i 65 anni, i quali presentano una compromissione dell'autonomia, tale da impedire il normale svolgimento della vita quotidiana.

## Finalità
Il Centro lavora per migliorare la qualità della vita della persona disabile e per promuovere e sviluppare le potenzialità residue, nonché favorire la socializzazione con l'ambiente esterno.

## Attività del centro
Il Centro diurno disabili propone agli utenti varie attività, sulla base di progetti individuali elaborati sui bisogni della singola persona.
Le attività che il Servizio eroga sono:
- Attività socio-sanitarie;
- attività riabilitative;
- attività educative;
- attività ludiche;
- attività cognitive.

## Personale
All'interno del Centro diurno disabili opera un'équipe multidisciplinare, composta da figure professionali quali:
- Responsabile-coordinatore;
- personale addetto ai servizi generali;
- personale sanitario;

## Rapporto con la famiglia dell'utente
Il Centro si propone di coinvolgere la famiglia del disabile, attraverso incontri periodici finalizzati ad informare la stessa sul percorso di crescita e di sviluppo del soggetto.

## Ammissione al centro
Si accede al Servizio mediante richiesta dell'interessato, dei familiari e/o tutori del diversamente abile, previa valutazione dell'Azienda sanitaria locale.

## Funzionamento del centro
Il Centro deve funzionare per almeno 11 mesi all'anno e 5 giorni la settimana, con un orario di 4 o 6 ore al giorno (escluso il mese di agosto, il weekend e nei giorni festivi).

## Fonti
- Regolamento Centro diurno disabili (PDF) [collegamento interrotto], su fondazionemc.it.